# I monelli della foresta
I monelli della foresta (Winter Storage) è un film del 1949 diretto da Jack Hannah. È un cortometraggio animato realizzato, in Technicolor, dalla Walt Disney Productions, uscito negli Stati Uniti il 3 giugno 1949 e distribuito dalla RKO Radio Pictures. È stato distribuito anche come Paperino e Cip Ciop razziatori e, dal 1990, Provviste per l'inverno.

## Trama
Il 7 ottobre, gli scoiattoli Cip e Ciop stanno preparando le provviste per l'inverno quasi alle porte. Paperino, nel frattempo, si sta dando da fare seminando delle ghiande per poter ampliare il bosco. Cip e Ciop ne approfittano per portarle via, ma ben presto scoppia una vera e propria battaglia con i due scoiattoli vincitori. Paperino però, a causa del colpo ricevuto dalla valanga di ghiande che lo ha investito prima, bussa alla tana dei due scoiattoli per gettare dentro la loro casa l'ultima ghianda rimasta, per poi mettersi a ridere istericamente, facendo capire a Cip e Ciop che il colpo subito in testa lo ha reso matto.

## Distribuzione

### Edizione italiana
Il corto fu distribuito nei cinema italiani il 2 aprile 1969 all'interno del programma Paperino show col titolo Paperino e Cip Ciop razziatori in lingua originale. Fu doppiato nel 1990 dal Gruppo Trenta per l'inserimento nella riedizione della VHS Canto di Natale di Topolino. Tale doppiaggio venne usato nelle varie occasioni successive.

### Cinema
- Paperino show (2 aprile 1969)[1]

### VHS
- L'asinello (edizione 1982)
- Le avventure di Cip e Ciop (aprile 1985)[4]
- Canto di Natale di Topolino (ottobre 1990)[2][5][3]
- 3, 2, 1... è Natale! (dicembre 2002)[6]

### DVD
- Walt Disney Treasures: Semplicemente Paperino - Vol. 3
- Cip & Ciop - L'albero dei guai
- Topolino che risate! - Volume 1
- 3, 2, 1... è Natale!
- Paperino e i corti di Natale